# Erichsonella nordenskjoeldi
Erichsonella nordenskjoeldi är en kräftdjursart som först beskrevs av Axel Ohlin 1901.  Erichsonella nordenskjoeldi ingår i släktet Erichsonella och familjen tånglöss. Inga underarter finns listade i Catalogue of Life.